# 木村允
木村 允（きむら まこと、1978年9月17日 - ）は、日本の元キックボクサー。茨城出身。身長173cm、体重65kg。土浦ジム所属。元マーシャルアーツ日本キックボクシング連盟ライト級王者。

## 来歴
ＭＡキックで、水町浩と5度対戦３勝２分けだった。